# 卡恩斯敦 (佛羅里達州)
卡恩斯敦（英語：Carnestown）是位於美國佛羅里達州科利爾縣的一個非建制地區。該地的面積和人口皆未知。

## 地理
卡恩斯敦的座標為25°54′38″N 81°21′52″W / 25.91056°N 81.36444°W，而該地的平均海拔高度為1米（即3英尺）。